# 电子云

### 概述

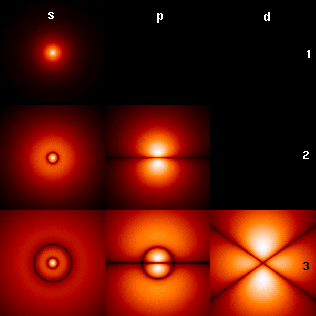
氢原子的电子云的概率密度：从上向下为主量子数n=1,2,3，从左向右为方位角量子数l=s,p,d

电子云是物理学中原子结构-电子云模型所衍生的一个概念，意在以几率描述电子的方位，而非像先前的轨道模型来描述电子运动的轨迹。
电子在原子核外很小的空间内作高速运动，其运动规律跟一般物体不同，它没有明确的。根据量子力学中的不確定性原理，我们不可能同时准确地测定出电子在某一时刻所处的位置和运动速度，也不能描画出它的运动轨迹。因此，人们常用一种能够表示电子在一定时间内在核外空间各处出现机会的模型来描述电子在核外的运动。在这个模型中，某个点附近的密度表示电子在该处出现的机会的大小。密度大的地方，表明电子在核外空间单位体积内出现的机会多；反之，则表明电子出现的机会少。由于这个模型很像在原子核外有一层疏密不等的“云”，所以，人们形象地称之为“电子云”。
电子云对应的是原子电子轨道，是解薛定谔方程的结果。
薛定谔方程的解称为“波函数”，又称“轨道”，表示的是电子在该空间范围出现的概率，而不应该理解为电子在空间中的运动轨迹。

### 量子數
其中有四個量子數：
- 主量子数{\displaystyle n}：{\displaystyle n=1,2,3,4,5}...... (在原子轨道理论中称“能层”)
- 角量子数{\displaystyle l}：{\displaystyle l=}s，p，d，f，g，h，i……(在原子轨道理论中称“能级”)
- 磁量子数{\displaystyle m}：{\displaystyle m=2l+1} ({\displaystyle s=0}、{\displaystyle p=1}、{\displaystyle d=2})在原子轨道理论中称“电子云伸展方向”，同一亚层的轨道称简并轨道。
- 自旋量子数{\displaystyle ms}：{\displaystyle ms=+{\frac {1}{2}}/-{\frac {1}{2}}}（不存在整数）

我们用{\displaystyle nl^{m}}的方式表示原子外电子的轨道排布状况，如：
{\displaystyle H{\begin{cases}n=1\\l=s\\m=1\end{cases}}}，故表示为{\displaystyle H} {\displaystyle 1s^{1}}
{\displaystyle Be{\begin{cases}n=1,2\\l=m,m\\s=2,2\end{cases}}}，故表示为{\displaystyle Be} {\displaystyle 1s^{2}2s^{2}}